# ベビーシッターの危険な好奇心
『ベビーシッターの危険な好奇心』（ベビーシッターのきけんなこうきしん）は、TBS系列「月曜ゴールデン」枠で2007年11月12日に放送された作品。サブタイトルは「戦慄の密室連続殺人!巨大病院長の遺産を巡る骨肉の争い!?歪んだ家庭を見張る謎のカメラに潜む復讐トリック…残された子供達を救え」。
この作品には、放送前年の2006年に亡くなった岸田今日子が出演している（収録されたのは2004年）。

## キャスト
多岐川花
演 - 伊藤蘭
ベビーシッター派遣会社「レスポワール」のベビーシッター兼エッセイスト。都内の私立幼稚園で勤務した経歴があるなど、保育歴20年。現在は月刊誌のエッセイの連載を持って1年半である。ベビーシッターを相手のニーズに合わせた幅広い職業と考え、保健士や介護士の資格を持つ。母、娘と3人暮らしである。1966年、東京生まれ。
香坂良江
演 - 中尾ミエ
ベビーシッター派遣会社「レスポワール」代表。東京西部にある新興地域を走る私鉄駅近くに事務所を構える。ピアノが特技。
多岐川文
演 - 岸田今日子
花の母。サスペンスドラマが好き。趣味は絵。
多岐川彩
演 - 斉藤千晃
花の娘。中学1年生。
井上警部補
演 - 中原丈雄
藤ヶ丘署の主任刑事。
南条久男
演 - 浜田晃
南条メディカルセンター院長。
南条理恵
演 - 原久美子
久男の3番目の妻。
南条正雄
演 - 四方堂亘
久男の長男。度重なる手術ミスで自宅謹慎中。趣味はプラモデル。
南条真弓
演 - 井上晴美
久男の長女。劇団の仕事をしている。
野上律子
演 - 鹿沼絵里
久男の妹。南条メディカルセンター理事長。
野上武彦
演 - 田原正治
律子の夫。南条メディカルセンター事務長。
白石加代
演 - 宮崎美子
住み込みの家政婦。保男の実母。
南条保男
演 - 松永隼
久男の次男。中学2年生。部屋にこもりがち。
南条要
演 - 澁谷武尊
久男の孫。
小池修次/尾崎一朗
演 - 池田政典
ピアノの調律師。理恵の愛人。
根本信子
演 - 高柳葉子
看護師長。
尾崎香織
演 - 水津亜子
一朗の妻。6年前に死亡。
町田
演 - 浜口悟
刑事。井上の部下。
鑑識
演 - 長谷川ほまれ
須美子
演 - 鯨エマ
花の同僚。
その他
弓田真好社、仙道実樹、望月栄希、松原ひろの、富永玲葉、森谷あかり、岸上零奈

## スタッフ
- 製作 - 大映テレビ、TBS
- 脚本 - 安本莞二
- プロデューサー - 木村康信、塙太志（大映テレビ）
- 撮影 - 横手丘二
- 照明 - 小川正治
- VE - 市原敬司
- 録音 - 堀江二郎
- 美術 - 泉人士
- 選曲 - 佐藤啓
- 衣裳 - 松川好伸
- スタイリスト - 今村文子
- ピアノ指導 - 武田国博
- 撮影協力 - 高崎フィルム・コミッション
- 監督 - 合月勇
- 編成担当 - 山田康裕